# Ivor Pandur
Ivor Pandur, född 25 mars 2000, är en kroatisk fotbollsmålvakt som spelar för Hull City.

## Karriär
Den 31 augusti 2020 värvades Pandur italienska Serie A-klubben Hellas Verona, där han skrev på ett femårskontrakt.
Den 1 juli 2023 värvades Pandur av nederländska Fortuna Sittard. Den 20 januari 2024 skrev han på ett 3,5-årskontrakt med engelska Championship-klubben Hull City.